# Science Hill (Kentucky)
Science Hill es una ciudad ubicada en el condado de Pulaski en el estado estadounidense de Kentucky. En el Censo de 2010 tenía una población de 693 habitantes y una densidad poblacional de 430,87 personas por km².

## Geografía
Science Hill se encuentra ubicada en las coordenadas 37°10′33″N 84°38′5″O / 37.17583, -84.63472. Según la Oficina del Censo de los Estados Unidos, Science Hill tiene una superficie total de 1.61 km², de la cual 1.61 km² corresponden a tierra firme y (0.16%) 0 km² es agua.

## Demografía
Según el censo de 2010, había 693 personas residiendo en Science Hill. La densidad de población era de 430,87 hab./km². De los 693 habitantes, Science Hill estaba compuesto por el 96.97% blancos, el 1.15% eran afroamericanos, el 0% eran amerindios, el 0% eran asiáticos, el 0% eran isleños del Pacífico, el 0.87% eran de otras razas y el 1.01% pertenecían a dos o más razas. Del total de la población el 1.44% eran hispanos o latinos de cualquier raza.